# Siusega
Siusega – miejscowość w Samoa, na wyspie Upolu. Według danych szacunkowych na rok 2016 liczy 2618 mieszkańców.